# فوزي الشرقاوي
فوزي الشرقاوي (1939 -) هو ممثل مصري، بدأ مشواره الفني منذ الثمانينات، له أكثر من مئة عمل فني والتي تنوعت بين التلفزيون والسينما والمسرح، اشتهر بآداء العديد من الأدوار الثانوية في أعمال فنية معروفة.

## أعماله الفنية

### المسلسلات التلفزيونية
عمل فوزي الشرقاوي في العديد من المسلسلات التلفزيونية ، والتي نذكر منها:
- -البشاير - موعد مع الخوف - القناع الزائف - داليا المصرية
- - ابدًا لم يكن لها - الدليل المفقود - النديم - قلوب عطشي
- - موسي بن نصير - حصاد الشر - لا شيىء يهم - رجل عاش مرتين
- - لعبة القدر - عم حمزة - سفر الأحلام - الذئب الأزرق
- - أصيلة - ليالي الحلمية -أبناء دهشان - البريمو - الحب وأشياء أخري
- - أوراق مصرية - حفنة من الرجال - الوعد الحق - أيام المنيره - يوميات ونيس
- - نحن لا نزرع الشوك - فارس بلا جواد - حمدالله علي السلامة - علي مبارك

### الأفلام
أما عن الأفلام السينمائية التي شارك فيها الفنان فوزي الشرقاوي فنذكر منها:
غريب في بيتي ، رجل في سجن النساء، المشبوه، المطارد، الخبز المر، خمسة في الجحيم الثعابين، تحت التهديد، عصر الحب، التوت والنبوت، وصية رجل مجنون، ثمن الغربة آه يا بلد أه ، النمروالأنثي، ملف سامية شعراوي، سمك لبن تمر هندي، كتيبة الاعدام، قلب الليل عنبر الموت ، سيداتي آنساتي، الشيطانة التي احبتني، مسجل خطر، تصريح بالقتل، مراهقون ومراهقات ، المساطيل ، ديك البرابر، عنتر زمانه، مسجون ترانزيت. الأشقر

### ثالثاً: الأفلام الدينية
شارك فوزي الشرقاوي في العديد من الأفلام ذات الطابع الديني والتي نذكر منها:
- الراهب الصامت - البطل مار جرجس - نسر البرية
- أم النور - ضيف من السماء - الأنبا برسوم العريان